# Žabjak
Žabjak (1981-ig Žabljak) falu Horvátországban Belovár-Bilogora megyében. Közigazgatásilag Rojcsához tartozik.

## Fekvése
Belovártól légvonalban 9, közúton 11 km-re északnyugatra, községközpontjától légvonalban 1, közúton 2 km-re északkeletre, Rojcsa és Predavac között, a Bilo-hegység lejtőin, a 28-as számú főút mentén fekszik. Vasútállomása van a Kőrös-Gorbonok vasútvonalon.

## Története
A több évtizedes török uralom után a területre a 17. századtól folyamatosan telepítették be a keresztény lakosságot. A település 1774-ben az első katonai felmérés térképén a falu „Dorf Sabiak” néven szerepel. A település katonai közigazgatás idején a kőrösi ezredhez tartozott.
A település Lipszky János 1808-ban Budán kiadott repertóriumában „Sabjak” néven szerepel.
Nagy Lajos 1829-ben kiadott művében „Sabjak” néven 59 házzal, 78 katolikus és 280 ortodox vallású lakossal találjuk.
A katonai közigazgatás megszüntetése után Magyar Királyságon belül Horvátország részeként, Belovár-Kőrös vármegye Belovári járásának része volt. Az Osztrák-Magyar Monarchia idejében jelentős számú cseh lakosság települt be a faluba. A településnek 1857-ben 250, 1910-ben 330 lakosa volt. Az 1910-es népszámlálás szerint lakosságának 50%-a horvát, 29%-a szerb, 17%-a cseh anyanyelvű volt. 1918-ban az új szerb-horvát-szlovén állam, majd később Jugoszlávia része lett. 1941 és 1945 között a németbarát Független Horvát Államhoz, majd a háború után a szocialista Jugoszláviához tartozott. 1991-től a független Horvátország része. 1991-ben lakosságának 94%-a horvát nemzetiségű volt. 2011-ben a településnek 383 lakosa volt.

## Lakossága
| Lakosság változása | Lakosság változása | Lakosság változása | Lakosság változása | Lakosság változása | Lakosság változása | Lakosság változása | Lakosság változása | Lakosság változása | Lakosság változása | Lakosság változása | Lakosság változása | Lakosság változása | Lakosság változása | Lakosság változása | Lakosság változása |
| ------------------ | ------------------ | ------------------ | ------------------ | ------------------ | ------------------ | ------------------ | ------------------ | ------------------ | ------------------ | ------------------ | ------------------ | ------------------ | ------------------ | ------------------ | ------------------ |
| 1857               | 1869               | 1880               | 1890               | 1900               | 1910               | 1921               | 1931               | 1948               | 1953               | 1961               | 1971               | 1981               | 1991               | 2001               | 2011               |
| 250                | 235                | 283                | 297                | 342                | 330                | 321                | 349                | 385                | 393                | 375                | 381                | 351                | 339                | 457                | 383                |

## Nevezetességei
Egyetlen szakrális épülete a falu központjában álló kis kápolna.